# روبرت فن کرکهوفن
روبرت فن کرکهوفن (هلندی: Robert Van Kerkhoven; ۱ اکتبر ۱۹۲۴ – ۱۸ ژوئن ۲۰۱۷) بازیکن فوتبال اهل بلژیک بود.
وی همچنین در تیم ملی فوتبال بلژیک بازی کرده‌است.